# Огидне (заповідне урочище)
Оги́дне — один з об'єктів природно-заповідного фонду Луганської області, заповідне урочище місцевого значення.

## Розташування
Заповідне урочище розташоване за 4 км від селища міського типу Новопсков, неподалік від села Осинове, в межах Новопсковського лісництва державного підприємства «Старобільське лісомисливське господарство». Координати: 49° 33' 28" північної широти, 39° 02' 38" східної довготи.

## Історія
Заповідне урочище місцевого значення «Огидне» оголошено рішенням виконкому Ворошиловградської обласної ради народних депутатів № 247 від 28 червня 1984 р.

## Загальна характеристика
Загальна площа заповідного урочища — 71,0 га. Лісові насадження закладені в 1958–1962 рр.. на місці вікового лісу, вирубленого наприкінці XVIII століття.
Заповідне урочище є еталоном протиерозійних лісових насаджень з вдалим для даної ґрунтово-кліматичної зони поєднанням деревних і чагарникових порід.

## Рослинний світ
В заповідному урочищі домінують насадження дуба звичайного і акації білої. В підліску зустрічаються клен гостролистий, ясени високий і зелений, берест, в'яз. Із чагарників зростають скумпія, жимолость татарська, бирючина звичайна.